# Wijdefjorden
Wijdefjorden - to pierwszy pod względem długości fiord znajdujący się w północnej części wyspy Spitsbergen, w archipelagu Svalbard leżącego na Morzu Arktycznym, terenu zależnego od Norwegii. Fiord ma długość około 108 km i wchodzi w skład norweskiego Parku Narodowego Wijdefjorden.